# Porropis nitidula
Porropis nitidula là một loài nhện trong họ Thomisidae.
Loài này thuộc chi Porropis. Porropis nitidula được Tord Tamerlan Teodor Thorell miêu tả năm 1881.